# گارای
گارای (به اسپانیایی: Garray) یکی از دهستان های اسپانیا است که در استان سریا واقع شده‌است.

## خصوصیات
گارای ۷۶٫۲۴ کیلومترمربع مساحت و ۶۰۸ نفر جمعیت دارد.